# Cleuasmo
Il cleuasmo è la figura retorica (da non confondersi con il chiasmo) che consiste nell'atto dell'oratore di sminuirsi, cercando così, con una professione di umiltà, con falsa modestia, di attirarsi le simpatie dell'uditorio.
Il nome deriva dal greco antico χλευάζω?, chleuázo, che significa "diminuisco", "sminuisco", e dal sostantivo in greco antico χλευασμός?, chleuasmós, che significa "sarcasmo", "ironia".
Un classico esempio di cleuasmo si trova nelle Lettere Provinciali del filosofo francese Blaise Pascal, opera nella quale l'autore interroga i sapienti con simulata umiltà.
Altro esempio ci viene dalla presentazione attribuita a Socrate: 

## Esempi
Per esempio, si comincia il discorso su un argomento delicato, di cui gli uditori sanno che si è specialisti, con: «... non ne so un granché e quindi non posso che contribuire a proporre il problema...». Con questa frase si cerca di attirare su di sé perlomeno un po' di fiducia se non proprio la simpatia partecipata di coloro che ascoltano.
Il termine fu usato da Demostene e da altri retori greci. È frequente l'uso in Dante, Manzoni e molti altri.
Alcuni esempi:
- Blaise Pascal: «Egli si mise a ridere, e mi disse freddamente: "Ditemi voi in qual senso lo intendete, e poi vi dirò quel che ne penso io". Poiché le mie cognizioni non arrivavano a tanto, mi vidi nell'impossibilità di rispondergli».
- Álvaro de Campos: «Non sono niente. Non sarò mai niente. Non posso voler esser niente».
- Molière: «Certo, signore, io non ho studiato come voi... ma...».
- «Probabilmente sono l'ultima persona a poter parlare in questa situazione...».
- «Non credo di avere l'autorità per parlare, ma...».
- «Io non ne capisco molto, ma...».
- «A mio modesto parere...».